# Henry Crichton, 6. Earl Erne
Henry George Victor John Crichton, 6. Earl Erne KCVO (* 9. Juli 1937; † 23. Dezember 2015) war ein britischer Peer und Politiker (Conservative Party).

## Leben
Erne wurde als ältester Sohn von John Henry George Crichton, 5. Earl Erne (1907–1940) und dessen Ehefrau Davina (Davidema Katharine Cynthia Mary Millicent) Bulwer-Lytton (1909–1995), einer jüngeren Tochter von Victor Bulwer-Lytton, 2. Earl of Lytton, geboren. Er war ein Patenkind Georgs VI., des zur Zeit von Ernes Geburt regierenden britischen Monarchen.
Am 23. Mai 1940 erbte er, wenige Wochen vor seinem dritten Geburtstag, sämtliche Titel seines Vaters, nachdem dieser im Zweiten Weltkrieg gefallen war. Erne trug die Titel des 4. Baron Fermanagh of Lisnaskea, in the County of Fermanagh in der Peerage of the United Kingdom (1876), des 7. Baron Erne of Crom Castle, in the County of Fermanagh in der Peerage of Ireland (1768), des 6. Earl Erne of Crom Castle in der Peerage of Ireland (1789) und des 6. Viscount Erne of Crom Castle, in the County of Fermanagh in der Peerage of Ireland (1781). Im privaten Umgang verwendete er den Namen Harry Erne. 1945 heiratete seine Mutter in zweiter Ehe den Geheimdienstoffizier und späteren Baron Terrington Montague Woodhouse, der 1950 für die Conservative Party Mitglied des House of Commons wurde. Woodhouse übernahm in der Folgezeit die Rolle des Stiefvaters.
Crichton besuchte das Eton College in der englischen Grafschaft Berkshire. 1952 war er kurzzeitig Ehrenpage (Page of Honour) Georgs VI. Im selben Amt war er anschließend von August 1952 bis Januar 1954 für Elisabeth II. tätig. Von 1960 bis 1968 war er, im Rang eines Lieutenants, Offizier bei den North Irish Horse.
Crichton hatte von 1986 bis Juli 2012 den Titel des Lord-Lieutenant des County Fermanagh inne. Er war Mitglied der Royal Ulster Agricultural Society. 2012 wurde er in den Neujahrsehrungen der Königin in Anerkennung seiner Verdienste als Lord Lieutenant zum Knight Commander des Royal Victorian Order (K.C.V.O.) erhoben.
Crichton lebte auf seinem Anwesen Crom Castle in der Nähe von Newtownbutler im County Fermanagh in Nordirland. 1987 übergab er das Anwesen mit einer Ausdehnung von 1.900 Acres, das in einem der wichtigsten Naturschutzgebiete Nordirlands liegt, dem National Trust. 2013 wirkten Lord Erne und sein Sohn, Viscount Crichton, in einer Dokumentation der BBC über Crom Castle mit.

## Mitgliedschaft im House of Lords
Nach dem Tod seines Vaters im Mai 1940 erbte Crichton den Titel des Earl Erne und den damals damit verbundenen Sitz im House of Lords. Er war seit 23. Mai 1940, obwohl noch minderjährig, formelles Mitglied des House of Lords. Im House of Lords saß er für die Conservative Party. Crichton war aktives Mitglied des House of Lords und nahm regelmäßig an Sitzungen teil. Im Hansard sind allerdings nur einige wenige Wortbeiträge von ihm aus dem Zeitraum von 1979 bis 1999 dokumentiert. Seine Antrittsrede hielt er erst sehr spät, am 14. November 1979, im Rahmen einer Debatte zum National Health Service und zur medizinischen Versorgung in Nordirland.
In der Sitzungsperiode 1997/98 war er an 105 Sitzungstagen anwesend. Am 24. Februar 1999 meldete er sich im Rahmen einer Debatte zum Belfast Agreement letztmals zu Wort; er beklagte darin Zugeständnisse der britischen Regierung an Sinn Féin ohne Erhalt einer Gegenleistung.
Er war bis 11. November 1999 Mitglied des House of Lords. Seine Mitgliedschaft endete durch den House of Lords Act 1999.

## Privates
Crichton war zweimal verheiratet. Am 5. November 1958 heiratete er die Amerikanerin Camilla Marguerite Roberts, eine Urenkelin des amerikanischen Geschäftsmannes Marshall Owen Roberts. Aus der Ehe gingen fünf Kinder hervor, vier Töchter und ein Sohn. Die Ehe wurde 1980 geschieden. Am 21. Juni 1980 heiratete er in zweiter Ehe Anna Karin Bjorck.
Crichton starb am 23. Dezember 2015 im Alter von 78 Jahren. Der Titel ging auf seinen einzigen Sohn John Henry Michael Ninian Crichton, 7. Earl Erne (* 1971) über.